# Paweł Konic
Paweł Andrzej Konic (ur. 29 sierpnia 1954 w Warszawie, zm. 11 listopada 2005 tamże) – polski krytyk teatralny i dyrektor teatrów. Był absolwentem Wydziału Polonistyki na UW. Pracował początkowo w „Teatrze”, a następnie w „Dialogu”. W latach 1982–1984 pracował społecznie w warszawskim Duszpasterstwie Środowisk Twórczych przy pomocy dla rodzin osób internowanych.

## Życiorys

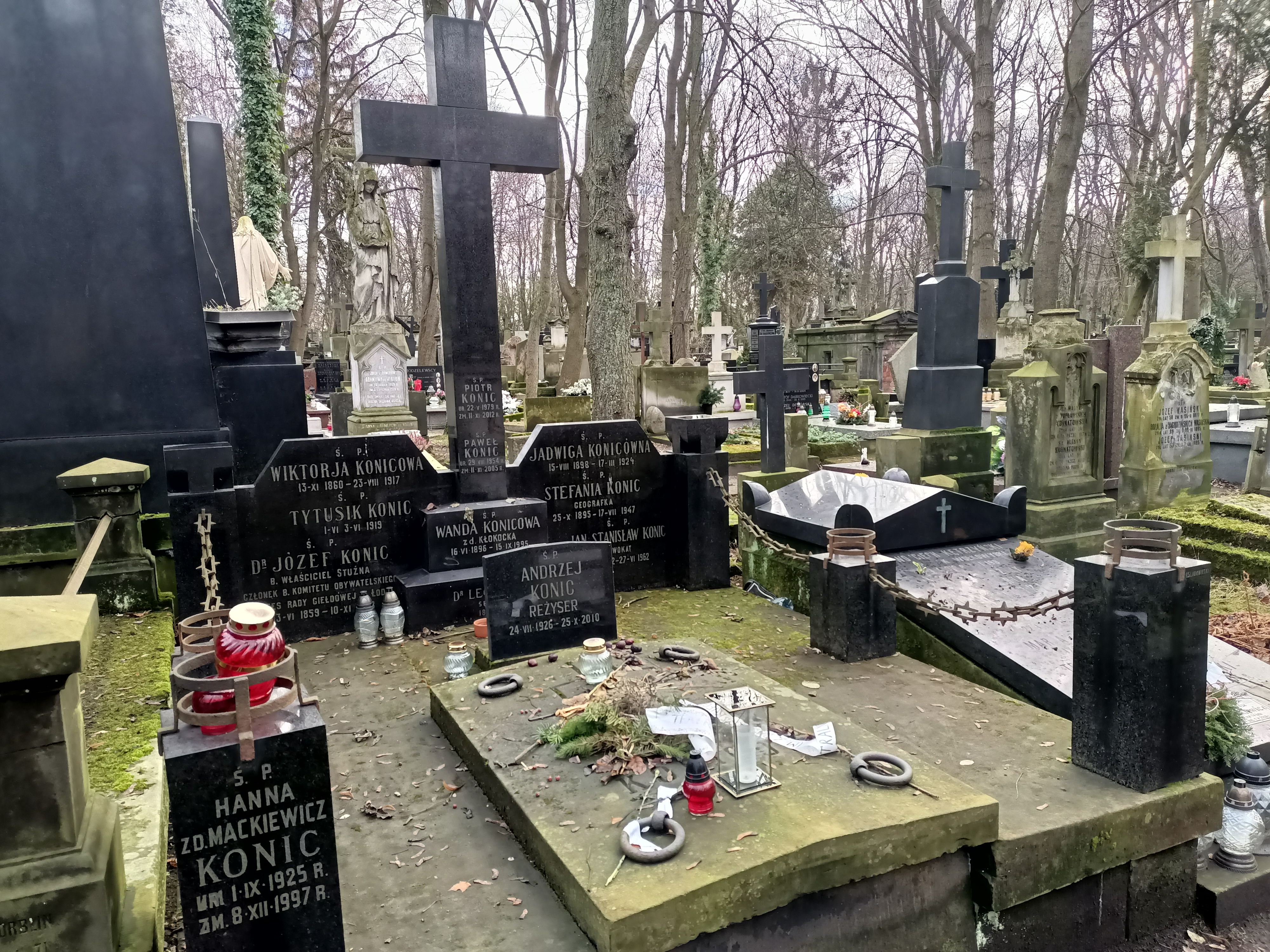
Grób Pawła Konica na cmentarzu Powązkowskim w Warszawie

Był synem reżysera Andrzeja Konica. Ukończył VI Liceum Ogólnokształcące im. Tadeusza Reytana w Warszawie (1973), w którym działał w 1 Warszawskiej Drużynie Harcerskiej im. Romualda Traugutta „Czarna Jedynka”. Współpracował z Maciejem Prusem jako kierownik literacki w warszawskim Teatrze Dramatycznym i łódzkim Teatrze Stefana Jaracza. Uczestniczył w jury licznych festiwali teatralnych. W latach 1992–1998 współpracował z Andrzejem Tadeuszem Kijowskim jako członek jury Konkursu Teatrów Ogródkowych.
W 1994 został dyrektorem warszawskiego Teatru Małego, który przekształcił w scenę impresaryjną. W ciągu 10 lat dyrektorowania sprowadził do Warszawy ponad 1200 spektakli. 1 stycznia 2004 objął dyrekcję Teatru Telewizji.
W 2003 został odznaczony Srebrnym Krzyżem Zasługi, a w 2005 Srebrnym Medalem „Zasłużony Kulturze Gloria Artis”. W 2006 otrzymał honorową nagrodę Feliksa Warszawskiego za całokształt dorobku artystycznego.
Został pochowany na cmentarzu Powązkowskim w Warszawie (kwatera 72-4-3/4). W 2017 Anna Radulska-Cieliczko opublikowała książkę Na obrzeżach, zawierającą wybór tekstów Pawła Konica.